# حسن رضوان

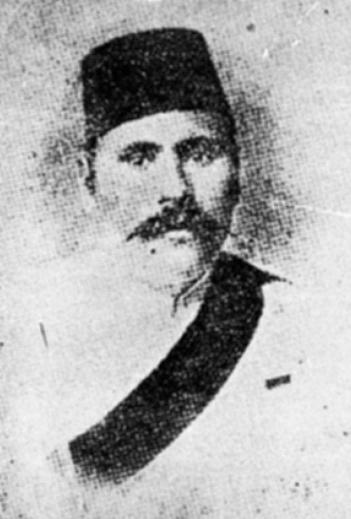
ااحسن رضوان الفريق حسن رضوان باشا

اليوزباشي حسن أفندي رضوان هو قومندان (قائد) الطوبجية (المدفعية) في استحكامات التل الكبير أثناء معارك الجيش المصري لمقاومة الاحتلال الإنجليزي لمصر سنة 1882.
استبسل حسن رضوان وجنوده في الدفاع عن مواقعهم في معركة التل الكبير، مكبدين الإنجليز خسائر جسيمة، غير أن رضوان سقط جريحًا أثناء المعركة، ولما حُمل أسيرًا إلى القائد الإنجليزي ولسلي وأراد أن يقدم له سيفه، أبى ولسلي أن يأخذه منه تقديرًا لبسالته.
حياته
الفريق حسن رضوان باشا هو ابن الشيخ أحمد فايد أحد قضاة المحاكم الشرعية، ابن الشيخ علي فايد أحد علماء الشافعية بالجامع الأزهر. ولد في أول رمضان سنة 1271ه بمصر، ولما بلغ الثامنة من عمره أدخله والده أحد كتاتيب المدينة بجهة باب البحر لتعليمه القرآن الشريف ومبادئ القراءة العربية عن يد الشيخ أحمد الفطاطري، ثم نقل بعدها إلى مكتب آخر بجهة خان الخليلي حيث أخذ يدرس اللغة التركية.
وفي سنة 1280هـ دخل مدرسة المبتديان بالعباسية وكان ناظرها وقتئذ إسماعيل بك زهدي، وألحق بالبلوك الأول الذي كان ضابطه إبراهيم أفندي شوقي، ومكث بالمدرسة المذكورة ثلاث سنوات، ففي السنة الأولى كان بالفرقة الثالثة، ثم في ابتداء السنة الثانية نقل للفرقة الأولى بأمر خصوصي من ناظر المدرسة، ومكث بالفرقة المذكورة سنتين كان فيهما التلميذ الأول في المدرسة، وتلقى فيها العلوم العربية ومبادئ اللغة التركية والفرنسية، وفي أثناء السنة الثالثة رقي إلى جاويش ثم إلى باشجاويش، وفي خلال السنوات الثلاث نال مكافأتين من لدن الخديوي إسماعيل باشا، الأولى «جزء عم» والثانية «كتاب ريحانة الألباب وابن عقيل» من أجل اللغة العربية، وكتاب «هندسة لوجامتر» من أجل الحساب.
وفي أوائل سنة 1282هـ نقل إلى المدرسة التجهيزية بالعباسية، وكان ناظرها علي بك إبراهيم، ومكث بها ثلاث سنوات أيضاً درس في خلالها الحساب واللغة التركية والجغرافيا والهندسة، وكان التلميذ الأول في فرقته، ثم نقلت هذه المدرسة بعد السنة الأولى إلى سراي مصطفى باشا فاضل، وفي هذه المدرسة تلقى من العلوم الرسم النظري والعملي ونال مكافأة من الخديوي إسماعيل باشا عن اللغة الفرنساوية.
وفي أوائل سنة 1286هـ نقل إلى مدرسة المهندسخانة التي كان ناظرها إسماعيل باشا الفلكي، ودخل الفرقة الرابعة، وكان أول تلميذ أيضاً وتلقى فيها «علوم الجبر والهندسة الوصفية والاستاتيك وحساب المثلثات المستقيمة والطبيعة والكيمياء والرسم النظري والعملي واللغة التركية والعربية»، وفي آخر السنة المذكورة نقل إلى الفرقة الثالثة، وبعد نقله إليها بقليل حضر ناظره الجهادية وقتها قاسم باشا وانتخب من المدرسة تلاميذ لمدرستي أركان حرب والطوبجية، وكان ذلك في سنة 1287هـ الموافقة سنة 1870م، وكان نصيب صاحب هذه الترجمة مدرسة الطوبجية التي كان ناظرها لارمي باشا الفرنساوي وكان وكيله حسن بك رأفت، وألحق بالفصل الثاني بالفرقة الثانية، ومكث بالمدرسة أربع سنوات، وكان الأول في فرقته. وتلقى في هذه المدرسة القوانين العسكرية وفن الطوبجية ورسم المدافع والبنادق وحساب المثلثات الكروية والظل والمنظور والجبر العالي وتطبيق الجبر على الهندسة والميكانيكا والمستويات الرقمية وفن العمارة وأخذ رسومات من الطبيعة ورسم الخرط الطبوغرافية والأبنية وحساب الآلات والاستحكامات الخفيفة والقوية، وفي خلال هذه المدة ترقى إلى رتبة أومباشي ثم إلى جاويش وأخير إلى بلوك أمين.
وفي 16 شعبان سنة 1291هـ الموافق 28 سبتمبر سنة 1871م خرج من المدرسة مترقياً إلى رتبة أسبران والحق في برنجي الاي طوبجية الذي كان ميرالايه علي باشا رضا وقائمقامه حسين بك حسني الشهير باسم حسين بك الترك. وفي 17 رمضان سنة 1291هـ الموافق 28 أكتوبر سنة 1874م ترقى لرتبة ملازم ثان بالالاي المذكور، وفي 27 ربيع الثاني سنة 1293هـ الموافق 2 يونيه سنة 1875م ترقى لرتبة ملازم أول وجعل خوجه للالاي لتدريس الضباط ثم تعين لتدريس فن الطوبجية بمدرسة الضباط وصف الضباط بالبوليجون.
وفي 4 ربيع أول سنة 1294هـ الموافق 19 مارس سنة 1877م ترقى لرتبة يوزباشي، وفي 25 جماد الثاني سنة 1298هـ الموافق 24 أبريل سنة 1881م- لما حصل وفر في الضباط بسبب عسر الحكومة في زمن الخديوي إسماعيل باشا- صار طلبه بواسطة ناظر الأوقاف من نظارة الحربية وبالفعل نقل وعين مهندس مباني بالديوان المذكور، وفي 13 ذو القعدة سنة 1298هـ الموافق 16 أكتوبر سنة 1881م صار طلبه للجهادية ثانياً وألحق بالبوليجون كما كان. وفي 14 شعبان سنة 1299هـ الموافق أول يوليو سنة 1882م- بسبب الثورة العرابية والاحتياج لضباط ليكونوا بميدان المحاربة ضد الإنجليز- نقل إلى 3 جي طوبجية واستلم بطارية كروب قطر تسعة سنتيمتر ليكون قومندانها، ثم توجه جهة التل الكبير وحضر موقعة نفيشة والمسخوطه والمحسمة والتل الكبير التي كانت نهاية الحرب.
وفي هذه الموقعة- موقعة التل الكبير- أبدى اليوزباشي حسن رضوان من الشجاعة في الميدان ما جعل الإنجليز يشهدون ببسالته، فقد صمد للجيش البريطاني ببطاريته يقذف منها حمماً رغم صدور الأمر إليه بالارتداد، ولم يكف عن إطلاق المدافع رغم إصابته برصاصة دخلت في الجزء المقدم من البطن من الجهة اليمنى ثم خرجت من الظهر وكانت إصابة خطرة لولا فضل «الله»، ثم بقطعة من دانة مدفع أخذت جميع لحم الفخذ ولكن لم تصل إلى العظم، إلا بعد أن نفذت ذخيرته.
دهش الجنزال ولسلي قائد القوات البريطانية لما أبداه اليوزباشي حسن رضوان من الثبات والشجاعة، فلما أن سكتت نيران المدافع من الطابية التي كان الفقيد يدافع عنها تقدم ليرى بنفسه ذلك القائد، وكان يظنه غير مصري، إذ كان يظنه لارمي باشا الفرنساوي نفسه، فوجد اليوزباشي حسن رضوان غارقاً في دمائه، ودهش دهشاً عظيماً لما رأى أن قائد هذه الطابية ضابط مصري وبرتبة يوزباشي فهنأه لبسالته وأمر بنقله إلى المستشفى العسكري الإنجليزي وأن يعالجه بنفسه حكيمباشي الجيش الإنجليزي «روجرس» الذي أصبح فيما بعد «روجرس باشا مدير الصحة».
ومما قاله الجنزال ولسلي «اني كنت اعتقد أن هذا الدفاع المجيد والرماية السديدة يقوم بها ضابط عظيم من رتبة جنرال» وأوصى بالعناية به، ثم زاره بنفسه في المستشفى وأهداه طبنجة ثمينة مبالغة في تقديره، ولما تم شفاؤه أمر بأن يصطف له قرقول شرف لتحيته عند خروجه من المستشفى وبأن يرافقه ضابط عظيم إلى منزله بالقاهرة.
ولما تمت نقاهته تشرف بالمثول بين يدي توفيق باشا الخديوي فكلمه مبكتاً إياه على ما حصل منه، وأخبره أنه كان هو الطوبجي الوحيد الذي كانت نيران مدافعه مؤثرة في عساكر الجيش الإنجليزي، ولكن بعد أن سمع منه اعتذاراته المقبولة صفح عنه.
وفي 9 صفر سنة 1300هـ الموافق 25 ديسمبر سنة 1882م تعين بألاي الطوبجية الذي شكل بفم البحر تحت إدارة الميرالاي محمد نسيم بك، ولكن هذا الالاي لغى في وقت قريب، وفي 18 ربيع أول سنة 1300هـ الموافق 17 يناير سنة 1883م ألحق بالبطاريات الطوبجية التي شكلت تحت إدارة الميرالاي دنكن بك الإنجليزي واستلم إدارة 4 جي بطارية طوبجية التي كان قومندانها البكباشي صالح أفندي رأفت.
وفي أوائل نوفمبر سنة 1884 توجه من مصر قاصداً أسوان بطريق النيل بصحبة الحملة المتوجهة للسودان لقمع ثورة المهدي، وبعد وصوله طلب منه التوجه لحلفا بوظيفة أركان حرب الطوبجية المصرية، ومكث بحلفا إلى أن صار تشكيل التجريدة الإنجليزية التي كانت متوجهة للسودان لإنقاذ غردون باشا وفتح بربر والخرطوم بطريق النيل، وكان قائدها العام اللورد ولسلي، وكان من ضمنها عساكر مصرية طوبجية وهجانة فقط متوجهة ضمن هذه التجريدة. وكان قومندان العساكر المذكورة وود هاوس باشا الآن، وكان وقتها برتبة بكباشي. وتعين حسن رضوان أركان حرب العساكر المصرية، ثم بعد وصول هذه القوة بأجمعها إلى بدلة كورتي قسمت قسمين، قسم منها توجه بطريق صحراء جكدول قاصداً المنصة وقسم بطريق النيل قاصداً أبو حمد ومنها لبربر، وكانت العساكر المصرية ضمن القسم المتوجه بطريق النيل. واستمرت القوة سائرة حتى وصلت إلى محل ضيق بين جبلين يسمى «كيريكان» وهناك وجدت الدراويش معسكرة فحصلت موقعة كبيرة انهزمت فيها الدراويش شر هزيمة وقتل منهم خلق كثير ولو أنه بالأسف قتل فيها رئيس القوة الجنرال «أرل» بعد انتهاء المعركة من يد شخص منزو بين الأحجار وكان حسن رضوان في هذه الموقعة أركان حرب القوة المصرية الذي كان الانتصار في هذه الموقعة بفضل سداد رماية طوبجيته.
ثم سار الجيش حتى قرب من أبي حمد فصدرت إليه الأوامر بالرجوع فرجع ثم تفرق الجيش في النقط المهمة التي يظن أن الدراويش يقصدونها فتعين حسن رضوان قومنداناً للطوبجية بجهة أبي قص القريبة من جهة الدبة من أعمال مديرية دنقله.
ولما صدر الأمر بإخلاء السودان وترك دنقله، وبعد الرجوع، جعل حسن رضوان قومنداناً لـ 4 جي بطارية طوبجية ومكث بجهة وادي حلفا التي جعلت وقتها حدود مصر.
وفي أول أغسطس سنة 1885 رقي إلى رتبة بكباشي وجعل قومنداناً لطوبجية الحدود.
وفي ديسمبر سنة 1886 اشترك البكباشي حسن رضوان في موقعتي كوشة وجنس الشهيرة وجرح في الموقعة الأخيرة جرحاً كبيراً في بطنه، وعولج بمعرفة روجرس باشا الذي كان قد تعين حكيمباشي للجيش المصري. ومن ضمن ممازحته للفقيد قوله «إنني مسرور لمعالجتك مرتين، الأولى وأنا عدو لك، والثانية وهي هذه وأنا حبيب لك» ثم بعد شقائه أنعم عليه بنيشان المجيدي الرابع، ثم بعد زمن قليل بنيشان العثماني الرابع ثم النجمة المصرية ثم مدالية الحرب السودانية من الدولة الإنجليزية أيضاً، وكان هذا الإنعام تقديراً لحسن رضوان الذي كان له الفضل الأكبر في الانتصار في هذه الموقعة حيث دمر قلاع الدراويش التي أقاموها على الضفة الغربية للنيل لمنع الجيش المصري من أخذ ما يلزمه من المياه من الشاطئ.
ومما يذكر في هذه الموقعة «جنس» أن حسن رضوان اختلف مع قومندان ثاني عموم الطوبجية «راندل بك» بشأن تغيير مسافة إلقاء الدانات فرفض ما طلبه راندل بك وأصر على تقدير تلك المسافات بنفسه وتحت مسئوليته فلما انتهت الموقعة بالانتصار الذي كان بسبب سداد رماية الطوبجية المصرية طلب حسن رضوان من وود هاوس باشا قومندان عموم الطوبجية المصرية أن يعتذر له راندل بك عما وقع منه في الميدان فاعترف له وود هاوس باشا بهذا الحق وطلب من راندل بك أن يعتذر له وقد كان.
ثم حصلت موقعة توشكي الشهيرة وكان للمدفعية المصرية الفضل الأوفر في الانتصار الحاسم علي عبد الرحمن ولد النجومي وقتله وإبادة وجيشه. وبهذا الانتصار أمنت الحدود المصرية من غارات الدراويش، وقد أنعم على حسن رضوان جزاء بلائه الحسن في هذه الموقعة بنيشان العثماني الثالث ونيشان الامتياز في الخدمة Q. S. O من لدن الحكومة الإنجليزية، وأرسل إليه السردار خطاباً مؤرخاً 17 سبتمبر سنة 1889 هذا نصه:
«أن حضرة البكباشي حسن أفندي رضوان الحامل لنيشان الامتياز كان الضابط الأكبر في أرض الميدان، وقد حفظ هذا الضابط شهرته التامة الحائز لها من شجاعة وإقدام، وأنه ضابط طوبجي عنده البسالة والاستعداد التام».
الإمضاء
(جرانفيل)
وعاد حسن رضوان إلى مصر حيث عين في 2 مارس سنة 1890 أركان حرب عموم الطوبجية، وفي 9 أبريل سنة 1890 رقي إلى رتبة القائمقام وعين مفتشاً عاماً للطوبجية ومدرساً لضباطها وفي يوليو سنة 1890 عين قومنداناً لحرس المحل الشريف. وفي 5 سبتمبر سنة 1890 عين وكيلاً مؤقتاً لمحافظة الحدود وقام بمهام وظيفته خير قيام. وقد صدر أمر عسكري بتاريخ 29 ديسمبر سنة 1891 هذه صورته:
«أن سعادة أفندم السردار يذكر ويعلن بمزيد الارتياح رضاؤه عن عزتلو القائمقام حسن بك رضوان ح. ن. أ نظراً لتأديته أعمال وكالة محافظة مديرية الحدود وقيامه بها حق قيام». وقد ورد ثناء خصوصي من محافظ مديرية الحدود ينبئ عن جليل خدمات حضرة القائمقام حسن بك رضوان.
وفي 10 ديسمبر سنة 1891 عين مفتشاً للجيخانات، وفي أوائل سنة 1892 عين وكيلاً لمديرية الحدود. وفي 22 ديسمبر سنة 1895  رقي إلي رتبة ميرالاى وعين مديراً لمديرية بني سويف. وفي 12 نوفمبر سنة 1898 عين مديراً للجيزة، وفي 25 مارس سنة 1901 عين مديراً للمنيا وأنعم عليه بنيشان العثماني الثاني، وفي أول يناير سنة 1903 عين مديراً للمنوفية وأنعم عليه برتبة الميرمران الرفيعة (الباشوية). وفي 17 ديسمبر سنة 1903 عين مديراً للغربية وأنعم عليه بنيشان المجيدي الثاني، وفي 28 يناير سنة 1909 أحيل على المعاش بناء على طلبه رغم إلحاح الخديوي عليه بالبقاء في الخدمة وعرض عليه نظارة ديوان الأوقاف، وأنعم عليه بنيشان المجيدي الأول.
وفي سنة 1911 نشبت الحرب الطرابلسية بين إيطاليا وتركيا، فتألفت لجان عديدة بالقطر المصري لمد المجاهدين بالمال والسلاح فتطوع حسن رضوان في تموين جيش المجاهدين بما يحتاجون إليه وفعلاً سافر إلى الحدود الغربية عدة مرات ومكث هناك شهوراً قام في خلالها بإيصال المؤن والذخائر الحربية للطرابليسيين المجاهدين وذلك رغم حيدة الحكومة المصرية، وقد كافأه جلالة السلطان بمدالية الامتياز التركية سنة 1912.
وفي 11 أغسطس سنة 1913 أنعم عليه برتبة الفريق من ولي الأمر لما قام به من أعمال هامة في فروع الحياة العامة.
وفي سنة 1919 هبت البلاد المصرية تحت زعامة سعد زغلول باشا تطالب بإستقلالها فقام حسن رضوان بالواجب عليه نحو وطنه حيث جمع الضباط العظام الذين حضروا فتوح استرجاع السودان وعقدوا عدة اجتماعات تحت رياسته قدموا بعدها تقريراً ثميناً مدعماً بالأسانيد شارحاً شرحاً وافياً حقوق مصر في السودان كان النبراس الذي اهتدى به سعد باشا في مفاوضات الوفد المصري مع الإنجليز.
(هذه صورة طبق الأصل من ترجمة حياة الفقيد الفريق حسن رضوان باشا بخط يده)
وتوفى الفقيد في 22 فبراير سنة 1929 الموافق 9 شعبان سنة 1344 بعد تاريخ حافل بضروب البسالة والإقدام وجلائل الأعمال للوطن العزيز «تغمده الله برحمته ورضوانه».
اليوزباشي حسن أفندي رضوان هو قومندان (قائد) الطوبجية (المدفعية) في استحكامات التل الكبير أثناء معارك الجيش المصري لمقاومة الاحتلال الإنجليزي لمصر سنة 1882.
استبسل حسن رضوان وجنوده في الدفاع عن مواقعهم في معركة التل الكبير، مكبدين الإنجليز خسائر جسيمة، غير أن رضوان سقط جريحًا أثناء المعركة، ولما حُمل أسيرًا إلى القائد الإنجليزي ولسلي وأراد أن يقدم له سيفه، أبى ولسلي أن يأخذه منه تقديرًا لبسالته.